# Irlandzki Związek Sportów Zimowych
Irlandzki Związek Narciarski (ang. Snowsports Association of Ireland, dawniej Ski Association of Ireland) – irlandzkie stowarzyszenie kultury fizycznej pełniące rolę irlandzkiej federacji narodowej w biegach narciarskich, kombinacji norweskiej, narciarstwie alpejskim, narciarstwie dowolnym oraz snowboardingu.
Związek powstał w 1971 roku. Jest członkiem Międzynarodowej Federacji Narciarskiej (FIS). Do jego celów statutowych związku należy promowanie, organizowanie i rozwój narciarstwa w Irlandii m.in. poprzez szkolenia zawodników i instruktorów i organizację zawodów.